# Денверский художественный музей
Денверский художественный музей (англ. Denver Art Museum; сокр. DAM) — музей в Денвере, один из крупнейших на западе США. Известен своей коллекцией искусства индейцев, всего содержит более 68000 экспонатов.

## История
Начало существования музея восходит к 1893 году, когда был создан Денверский клуб художников (англ. Denver Artists Club ). В 1916 году клуб был переименован в художественное объединение — Denver Art Associationу, а в 1918 году он стал носить имя, существующее по настоящее время — Денверский художественный музей. В этом же году открылась его первая галерея. В 1922 году была открыта галерея в Chappell House. В 1948 году музей приобрел здание в южной части парка Civic Center Park. Расширяющиеся фонды музея требовали привлечения средств. Получив их, в 1954 году было открыто новое здание.

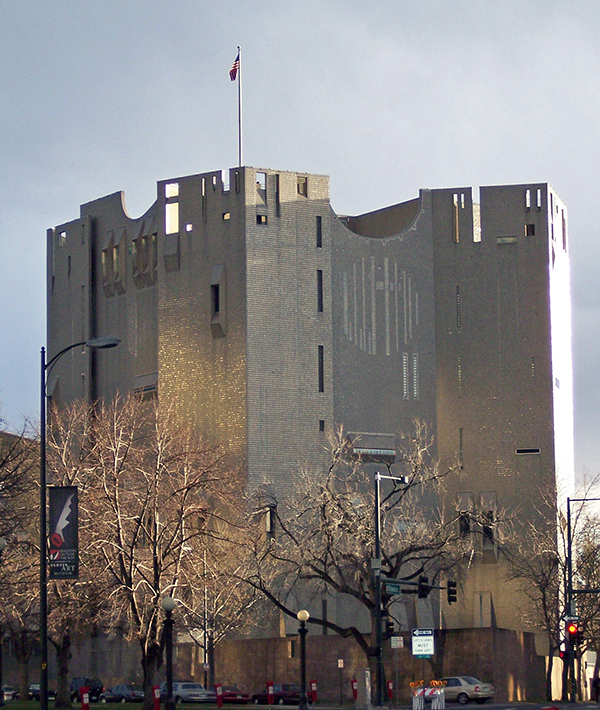
Северное здание

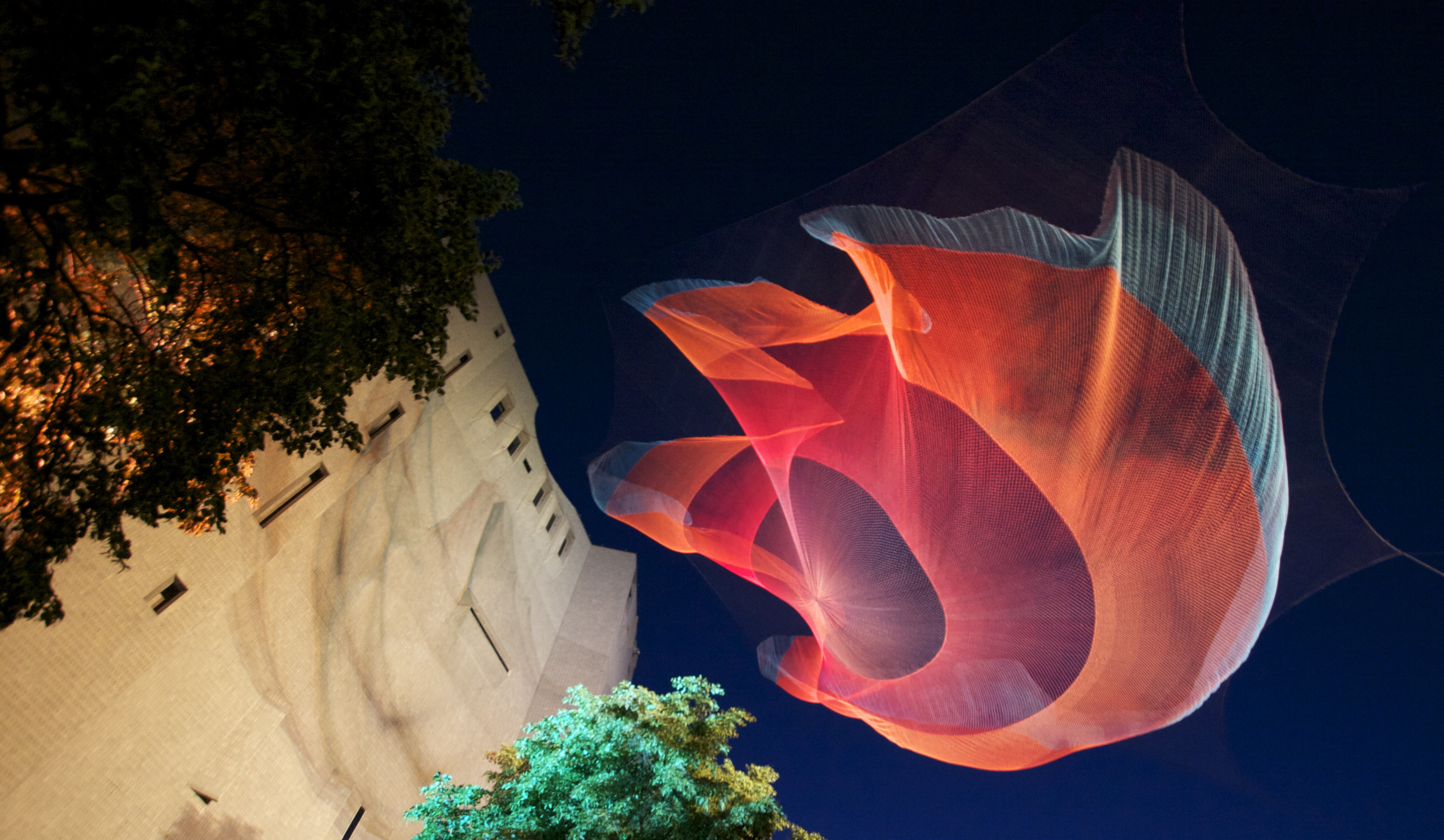
Скульптура 1.26

В 1971 году было открыто новое семиэтажное Северное здание музея, что позволило собрать всю коллекцию музея под одной крышей. Северное здание выполнено в стиле архитектурный модернизм, спроектировано итальянским архитектором Джо Понти совместно с архитектором James Sudler из компании Assoc. of Denver. Здание отделано компанией Dow Corning специальными светоотражающими стеклянными плитками серого цвета.
В 2006 году был открыт павильон Duncan Pavilion и осенью этого же года — здание имени Фридерика Гамильтона (англ. Frederic C. Hamilton), одетое в титан и стекло. Этот проект был признан Американским институтом архитекторов как успешное решение использование технологии BIM — информационного моделирования здания.
В Денверском музее существуют девять отделов. Также в нем имеется специальный отдел образования, акцентированный на исследование посетительской аудитории, создание инновационных материалов и интерактивного обучения различных групп посетителей. Также в музее регулярно проводятся выставки.